# Kenneth Todd Ham
Kenneth Todd Ham (* 12. prosince 1964 v Plainfieldu, New Jersey) je americký kosmonaut. Ve vesmíru byl dvakrát.

## Život

### Studium a zaměstnání
Absolvoval střední školu Arthur L. Johnson Regional High School v městě Clark, stát New Jersey (zakončil roku 1983) a nastoupil do námořní akademie (U.S. Naval Academy). Bakalářské studium dostudoval roku 1987.
O několik let později absolvoval postgraduální studium na Naval Postgraduate School, zakončil jej roku 1996 získáním titulu leteckého inženýra. Řadu let pracoval jako pilot na armádní základně Patuxent River, byl nasazen i v Bosně a severním Iráku. Má 3700 nalétaných hodin. V letech 1998 až 2000 absolvoval výcvik budoucích kosmonautů v Houstonu, poté byl zařazen do tamní jednotky astronautů NASA.
Má přezdívku Hocl. Baví ho létání, vodní lyžování, potápění. Oženil se, jeho manželkou se stala Michelle a mají spolu dvě děti.

### Lety do vesmíru
Na oběžnou dráhu se v raketoplánu dostal dvakrát, pracoval na orbitální stanici ISS, strávil ve vesmíru 25 dní, 12 hodin a 41 minut.
Byl 475. člověkem ve vesmíru.
- STS-124 Discovery (31. května 2008 – 14. června 2008), pilot
- STS-132 Atlantis (14. května 2010 – 26. června 2010), velitel